# Skara (hegycsúcs)
A Skara (grúzul: შხარა) Grúzia legmagasabb hegycsúcsa az orosz-grúz határ közelében, északi oldalán Oroszország Kabard- és Balkárföld régiója, déli oldalán pedig Grúzia Szvanéti régiójában található. A Skara a Nagy-Kaukázus hegység legmagasabb csúcsa, mivel az Elbrusz és a Dühtau is a Nagy-Kaukázus hegységtől északra fekvő mellékhegységekben található. A Skara 88 kilométerre északra fekszik Kutaiszitől, Grúzia második legnagyobb városától, a legközelebbi település a szvanéti Mesztia. A csúcs a Nagy-Kaukázus hegység középső részén fekszik, Európa legmagasabb hegyétől, az Elbrusztól délkeletre. A Skara a Kaukázus harmadik legmagasabb csúcsa, mindössze néhány méterrel lemaradva a Dühtau mögött.

## Földrajza
A Skara a Bezengi-falnak nevezett masszívum, egy 11-12 kilométer hosszú gerinc keleti csúcspontja és keleti végpontja. Ez egy nagy, meredek csúcs egy erősen eljegesedett régióban, és komoly kihívások elé állítja a hegymászókat. Északi oldalának sziklafala (az orosz oldalon) 1500 méter magas, és számos klasszikus nehéz útvonalat tartalmaz. A jelentős, 5068 méteresNyugat-Skara nevű alcsúcs önálló hegymászási cél, a teljes Bezingi-fal átjárása pedig „Európa leghosszabb, legnehezebb és legmegerőltetőbb expedíciójának” számít.

## Története
A csúcsot először 1888-ban mászták meg az északkeleti gerincen keresztül, a brit-svájci csapat, John Garford Cockin angol hegymászó és Ulrich Almer és Christian Roth svájci vezetők által. Ez az útvonal még mindig a hegy egyik legkönnyebb és legnépszerűbb útvonala. A Bezingi-fal első sikeres meghódítását 1931-ben az osztrák K. Poppinger, K. Moldan és S. Schintlmeister hajtotta végre.

## Fordítás
- Ez a szócikk részben vagy egészben  a   Shkhara című angol Wikipédia-szócikk ezen változatának fordításán alapul.  Az eredeti cikk szerkesztőit annak laptörténete sorolja fel. Ez a jelzés csupán a megfogalmazás eredetét és a szerzői jogokat jelzi, nem szolgál a cikkben szereplő információk forrásmegjelöléseként.